# 乔家栅食府
乔家栅食府，隶属于百联集团控股的上海新路达商业（集团）有限公司，是上海一家中华老字号餐饮店，始建于清宣统元年（1909年），以销售各种上海传统小吃以及各式江南传统糕团著称。

## 历史

### 永茂昌汤团店
乔家栅创始人为安徽籍的李益高，最初为挑担叫卖的小吃摊，在上海老城厢的乔家栅路街沿措起一顶油布帐篷算作固定摊位。在苦心经营多年后，于1909年租下了附近一爿商品开设了永茂昌汤团店，专营汤圆。因其用料考究，使用青浦朱家角的糯米、崇明大红袍的赤豆、选用重量在五六十斤之内的整头黑毛猪作为鲜肉汤团的肉馅，所以店面虽小，生意却十分兴隆。此后永茂昌先后在附近的乔家路、馆驿街、旧校场路等设分店。

### 更名乔家栅食府
因躲避八一三淞沪会战的战火，永茂昌汤团店于民国26年（1937年）从上海老城搬往上海法租界内的亚尔培路（今陕西南路），一年后迁至自忠路并将店名改为「乔家栅食府」。民国29年（1940年），在襄阳南路开设新店，聘请各帮点心技师，打出「乔家栅汤团大王」的广告，形成了独具江南特色的汤团、擂沙圆、粽子、猫耳朵、松糕、八宝饭、虾仁月饼、香糟田螺、面筋百叶、三鲜碧子团及各色烩面的「乔家栅十大名点」，成为驰名上海的餐饮名店，中国著名京剧表演艺术家周信芳还曾为乔家栅食府题写「味传南国」四个字。

### 现代发展
1949年共产党执政后，乔家栅食府得到了进一步的发展，改革开放后也进行了现代化企业管理改革。经营的小吃与菜色种类从原有的20多种增至50余种，并兼营苏锡帮与徽帮菜肴，特色菜有“红烧河鳗”、“上海熏鱼”、“特色鸭膀”、“乳腐肉”等，形成了点心与菜肴相结合的特色。1989年，乔家栅的莲蓉麻球和八宝饭被国家商业部评为优质产品。
1995年12月，由乔家栅食府在内的十多家上海市徐汇区商业系统的国有老企业组建成立了上海新路达商业（集团）有限公司。2010年9月，新路达商业集团与百联商业连锁有限公司合并，成为百联集团控股的直属子公司。2001年7月，新路达集团在乔家栅食品厂的基础上，组建了上海乔家栅饮食食品发展有限公司，拥有「乔家栅」、「栅家乔」、「乔」、「乔府」、「乔家」五个注册商标，还将产品销往美国、加拿大、澳大利亚、日本等国。目前，乔家栅食府的总店设在上海市徐汇区的襄阳南路上，经营面积四百多平方米，一楼以销售传统麵点与小吃为主、二楼为点菜餐厅，分店遍布上海。
2019年，乔家栅推出乔咖啡品牌。

## 江西乔家栅月饼之争
1983年建厂的江西乔家栅食品有限公司是江西著名的月饼生产企业，由于企业品牌意识不强，自1980年代起以一直以厂名乔家栅（商号）替代了产品的品牌滕王阁（商标）在市场宣传推广，成为江西销量最好的月饼品牌。
2004年，江西龙冠食品有限公司与上海乔家栅饮食食品发展有限公司合资成立南昌乔府食品有限公司，在江西取得了「乔家栅」商标的使用权，也使得龙冠公司原有贴牌生产的月饼变成了乔家栅月饼，在江西月饼市场中销售。由此，在江西月饼市场上出现的「两个乔家栅」的乱象。